# نوروود، ایلینوی
نوروود (به انگلیسی: Norwood) یک روستا در ایالات متحده آمریکا است که در ایلینوی واقع شده‌است. نوروود ۰٫۷۵ کیلومتر مربع مساحت و ۴۷۸ نفر جمعیت دارد.